# Jutta z Meklemburgii-Strelitz
Augusta Szartlotta Jutta Aleksandra Georgiana Adolfa (ur. 24 stycznia 1880 w Neustrelitz, zm. 17 lutego 1946 w Rzymie) – księżniczka Meklemburgii, żona Daniela Petrovicia-Niegosza najstarszego syna i spadkobiercy pierwszego króla Czarnogóry Mikołaja I Petrowića-Niegosza, następczyni tronu Czarnogóry.
Jutta była młodszą córką Adolfa Fryderyka V, wielkiego księcia Meklemburgii, i jego żony Elżbiety Anhalt-Dessau. Jutta i jej starsza siostra Maria były wychowywane przez guwernantki i miały niewielki kontakt z rodzicami. Dzięki wpływom Wilhelma II, cesarza Niemiec, zaaranżowano małżeństwo Jutty z księciem Daniłem, następcą tronu Czarnogóry, najstarszym synem króla Mikołaja I Petrowić-Niegosz i królowej Mileny Vuković. Jeszcze przed przybyciem do Czarnogóry, Jutta przeszła na prawosławie. Przybyła do Baru, stamtąd do Cetynii towarzyszył jej przyszły szwagier – Wiktor Emanuel Sabaudzki, książę włoski. Ślub odbył się 27 lipca 1899 – Jutta otrzymała nowe imię Milica.
Po I wojnie światowej spędziła resztę swojego życia na emigracji. Ona i jej mąż mieszkał we Austrii, gdzie Daniel zmarł w 1939 roku. Jutta zmarła w Rzymie, gdzie panował jej szwagier – król Wiktor Emanuel III.